# Servizio diplomatico lituano
Il servizio diplomatico della Repubblica di Lituania (in lituano Lietuvos Respublikos diplomatinė tarnyba) è il corpo incaricato di salvaguardare la politica estera stabilita dal Presidente, dal Parlamento e dal Governo della Repubblica di Lituania. L'autorità suprema del servizio è il ministro degli esteri.

## Storia

### Lituania indipendente (1918-1940)

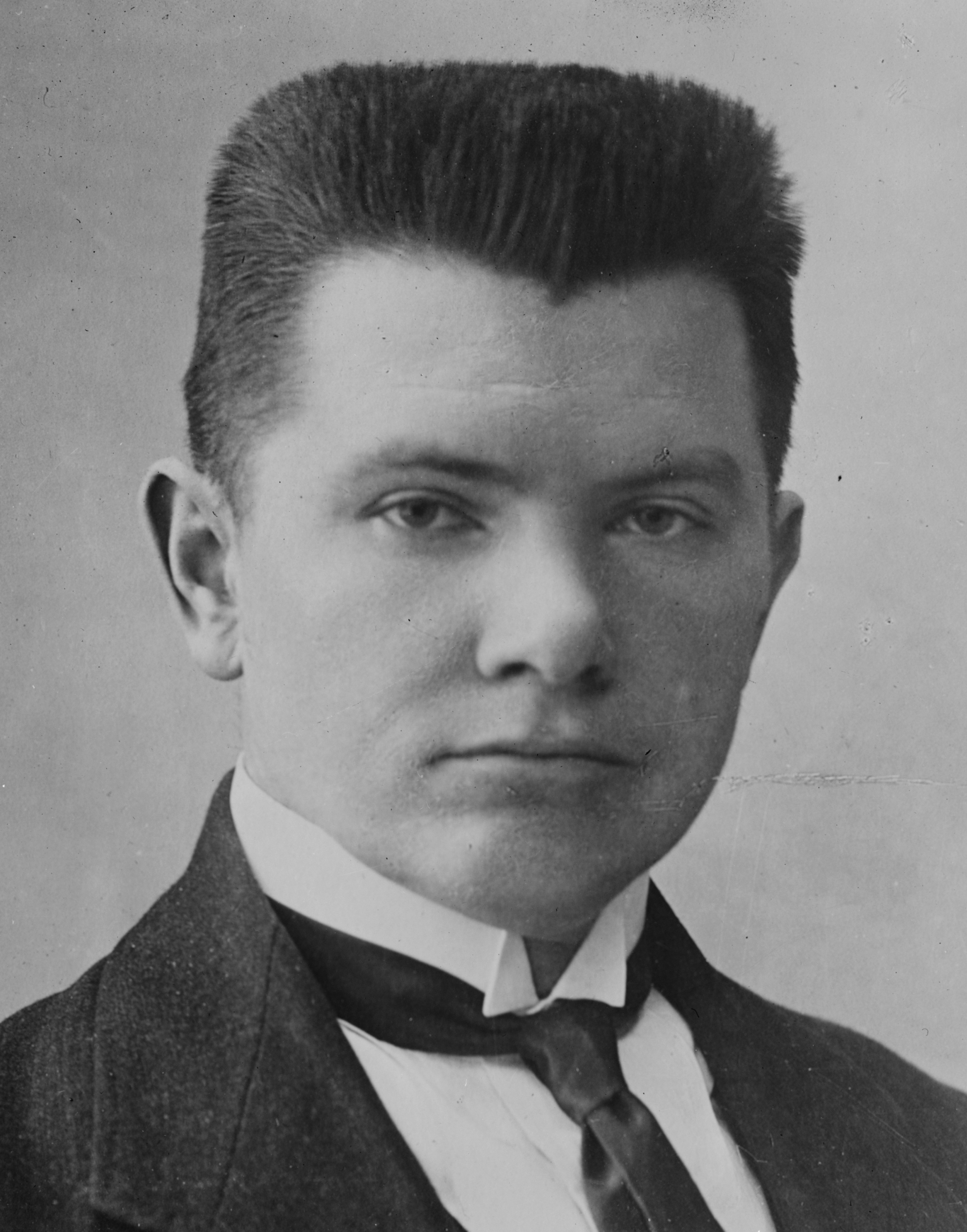
Augustinas Voldemaras

La diplomazia della Lituania vanta radici lontane che risalgono all'era del re Mindaugas, ma si ritiene che la diplomazia moderna della Repubblica di Lituania sia nata il 7 novembre 1918, con Augustinas Voldemaras, in passato primo ministro, a capo del ministero degli esteri: fu lui il primo a ricoprire tale ruolo dopo averlo annunciato. Oggi, il 7 novembre si celebra in Lituania la Giornata del Diplomatico. Nel 1918, l'obiettivo numero uno della diplomazia lituana risultò ottenere il riconoscimento de iure dello stato appena rinato e delimitarne i confini. Il 23 novembre 1918, Jurgis Šaulys divenne primo ministro straordinario e plenipotenziario della Lituania in Germania. L'11 gennaio 1919 fu firmato il primo accordo internazionale sulla comunicazione per posta proprio con lo Stato teutonico. Il secondo accordo fu stipulato con la Lettonia, la quale concesse un prestito economico e accordò il permesso in cambio di utilizzare il porto di Liepāja per il trasporto di merci e servizi.
A quel tempo, il ministero degli affari esteri lituano (MAEL) stava sviluppando una sua gerarchia di ranghi diplomatici seguendo l'esempio della diplomazia globale. Il 22 maggio 1920 furono istituite le seguenti funzioni: ministro, viceministro, consiglieri per questioni ecclesiastiche e consolari, e si istituirono anche un dipartimento generale e un dipartimento informazioni. La struttura organizzativa del MAEL mutò più volte, con i seguenti tre dipartimenti istituiti su base permanente a lungo termine: quello politico, quello legale-amministrativo e quello economico. All'inizio del 1940, si contavano 218 dipendenti, 123 dei quali operavano presso la sede centrale e 95 presso missioni e consolati esteri.

Stasys Lozoraitis

Poiché al tempo titolo di ambasciatore poteva essere conferito solo ai rappresentanti dei principali stati, i più alti gradi diplomatici in Lituania prima della sua occupazione erano l'inviato straordinario e il ministro plenipotenziario. Prima che la Lituania perdesse la sua indipendenza, aveva le sue missioni a Berlino, Buenos Aires, Bruxelles, Londra, Mosca, Parigi, la Santa Sede, Roma, Stoccolma, Tallinn, Washington, Varsavia, Ginevra e Praga. I risultati più importanti ottenuti nel periodo interbellico riguardarono il riconoscimento de iure della statualità della Lituania e la firma di accordi internazionali. Il 12 luglio 1920, la Lituania sottoscrisse un trattato di pace con la RSFS Russa, in base al quale quest'ultima "riconosce l'autonomia e l'indipendenza dello Stato della Lituania con tutte le implicazioni legali di tale riconoscimento senza riserve, e rinuncia a tutti i diritti di sovranità della Russia che ha nei confronti del popolo e del territorio della Lituania in buona fede e per sempre".
Dopo un anno, il 14 maggio 1921 fu il giorno dell'intesa stipulata a Riga tra Lituania e Lettonia. In base a essa, la Lituania riceveva il possesso di Palanga vedendo in cambio Aknīste e le due nazioni abbandonavano qualsiasi pretesa territoriale su altre regioni contese. Il 22 settembre 1921, la Lituania entrò a far parte della Società delle Nazioni. Altri significativi risultati raggiunti in tale ambito riguardarono: la firma della Convenzione di Klaipėda, le cui parti in trattativa a Parigi erano in paese baltico e la Conferenza degli Ambasciatori, che cristallizzava l'annessione di fatto della regione alla Lituania in data 8 maggio 1924, l'adesione a un concordato con il Vaticano il 27 settembre 1927, l'accordo sul confine sottoscritto con la Repubblica di Weimar il 29 gennaio 1928, il quale ribadiva la demarcazione a seguito dell'annessione della regione di Klaipėda alla Lituania. Inoltre, il 12 settembre 1934, Lituania, Lettonia ed Estonia diedero luogo a un accordo di cooperazione passato alla storia col nome di Intesa baltica.

### Occupazione sovietica (1940–1990)

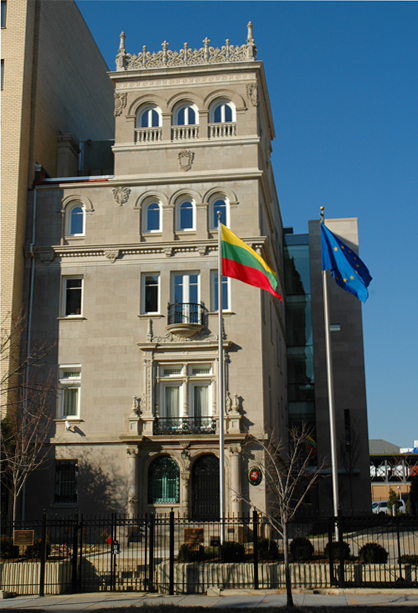
Ambasciata della Lituania a Washington

L'occupazione della Lituania da parte dell'Unione Sovietica il 15 giugno 1940 non coincise con la cessazione delle attività del servizio diplomatico, divenendo però pressoché impossibile riuscire a coordinare il corpo. I delegati nazionali residenti all'estero interruppero i propri contatti con il governo appena instaurato e lanciarono una campagna finalizzata a ripristinare la sovranità della Lituania. Nel suo telegramma del 31 maggio 1940, l'ultimo ministro degli esteri Juozas Urbšys dispose che, nello scenario peggiore, Stasys Lozoraitis, ministro straordinario e plenipotenziario a Roma, venisse nominato supervisore dell'SDL, Petras Klimas, ministro straordinario e plenipotenziario in Francia, suo primo assistente, e Jurgis Šaulys, ministro straordinario e plenipotenziario in Svizzera, il suo secondo. Il corpo diplomatico divenne l'istituzione operante all'estero che proseguì il proprio impegno finalizzato a chiedere l'indipendenza della Lituania fino al 1990.
Durante il periodo sovietico, qualsiasi operazione risultò difficilmente eseguibile poiché l'URSS aveva rilevato alcuni edifici della missione ed entrata in possesso di parte delle riserve auree della Lituania. Nonostante le proteste degli ambasciatori lituani, alcuni stati (come Italia, Germania, Svezia e Francia) diedero seguito alle richieste sovietiche di consegnare le proprietà diplomatiche dei baltici. Il 23 luglio 1940, il segretario di Stato americano Sumner Welles dichiarò che gli Stati Uniti non avrebbero riconosciuto l'incorporazione dei paesi baltici come legittima e, in seguito, permisero ai rappresentanti internazionali di continuare a lavorare sul proprio territorio senza che questo comportasse la cessione delle riserve auree a Mosca. La Gran Bretagna, nonostante avesse chiuso la sede lituana a Londra, permise all'inviato Bronius Kazys Balutis di proseguire le sue attività senza dover espatriare.
L'SDL preservò una propria rappresentanza nei principali stati occidentali fino al 1990; dopo la morte di Stasys Lozoraitis nel 1983, la carica di direttore del corpo venne assunta da Stasys Antanas Bačkis, ministro plenipotenziario attivo a Washington. Nel novembre 1987, questi cedette il suo incarico al figlio di Stasys Lozoraitis prima di far ritorno a Parigi.
Dopo la seconda guerra mondiale, la legazione subentrò all'ambasciata come forma base di missione diplomatica. Tuttavia, la Lituania non poteva ricevere un ambasciatore degli USA poiché il suo territorio era controllato dall'URSS. Pertanto, la legazione lituana rimase operativa in tal guisa fino alla fine della guerra fredda. Nel 1990, le tre strutture baltiche erano le uniche rimaste nella lista diplomatica del Dipartimento di Stato degli Stati Uniti.

#### Finanze

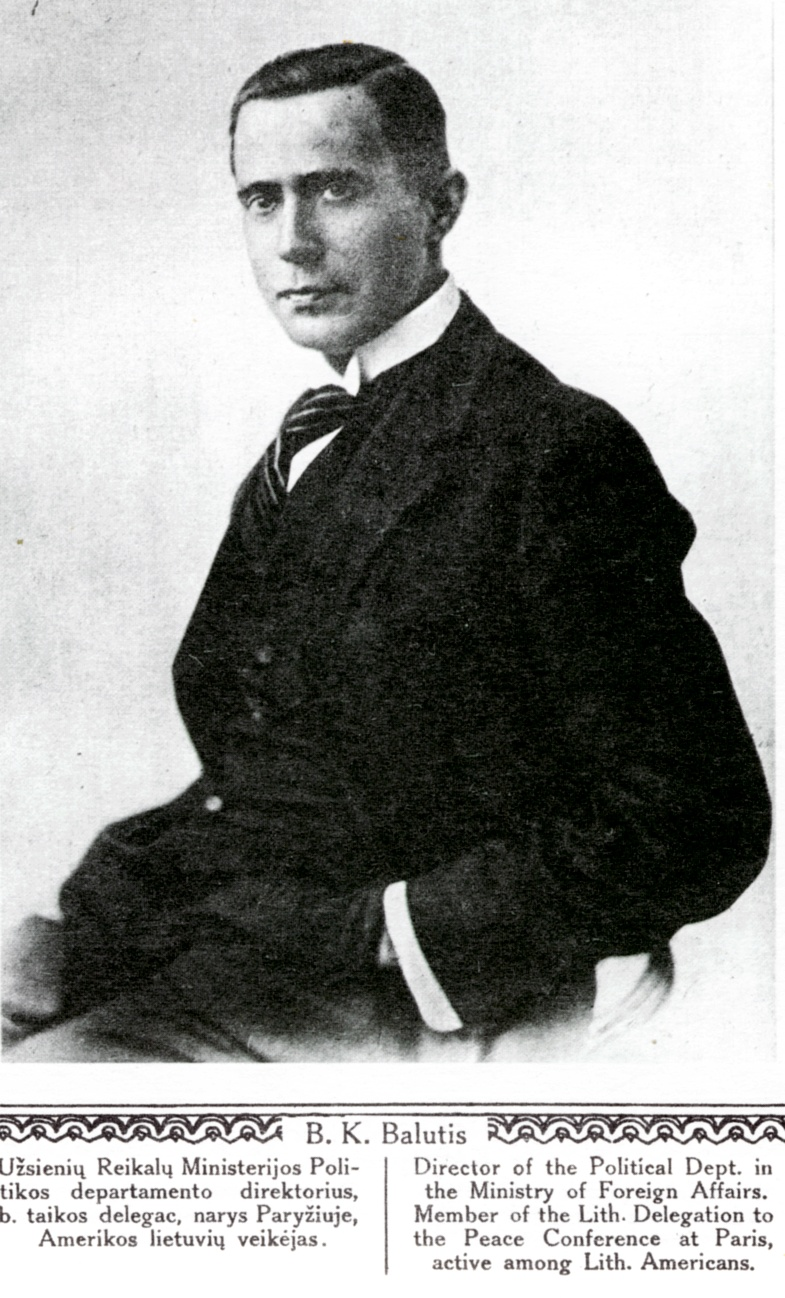
Bronius Kazys Balutis

Una delle persistenti difficoltà ineriva alla necessità di ottenere fondi per le proprie attività. I primi mesi i finanziamenti giunsero per mezzo di fondi detenuti, prestiti personali e altri mezzi di fortuna. Tutte le legazioni e i consolati tagliarono gli stipendi e altre spese, riducendo i propri bilanci in 3-4 occasioni. Nell'agosto del 1940, i diplomatici immaginavano la creazione di un fondo speciale, sostenuto dalle donazioni degli emigrati, in particolare i lituanoamericani. Tuttavia, la soluzione non si sarebbe dimostrata conveniente poiché il corpo sarebbe dipeso da vari gruppi politici lituanoamericani. Pertanto, l'idea cadde nell'oblio quando il Dipartimento di Stato degli USA scelse di consentire ai diplomatici di attingere alle riserve lituane detenute presso la Federal Reserve Bank di New York.
Prima del giugno 1940, la Lituania disponeva di riserve monetarie negli Stati Uniti (Federal Reserve), Regno Unito (Banca d'Inghilterra), Francia (Banque de France), Svezia (Sveriges Riksbank) e Svizzera (Banca dei regolamenti internazionali). La Svezia trasferì i fondi all'Unione Sovietica, mentre la Gran Bretagna congelò le riserve e rifiutò di trasferirle ai diplomatici lituani o all'URSS; tuttavia, nel 1967, il primo ministro Harold Wilson sfruttò la riserva per risolvere le rivendicazioni reciproche con Mosca. Le leggi svizzere sul segreto bancario impedivano il trasferimento dell'oro ai diplomatici lituani, così come, in maniera analoga, le riserve francesi non erano disponibili. Esclusa qualsiasi altra pista, poteva farsi affidamento solo sui fondi detenuti dalla Federal Reserve, stimati in 2.493,6 kg di riserva aurea e una riserva valutaria.
Una volta sbloccato l'accesso ai fondi, questi vennero supervisionati dal Dipartimento di Stato e dal Dipartimento del Tesoro. Al di là di limitate eccezioni, i fondi vennero resi disponibili solo per le ambasciate e i consolati americani: per questo motivo, altrove si dovette sperare nelle sovvenzioni provenienti dalla sede di Washington. All'inizio, i diplomatici attinsero solo alla riserva di valuta, la quale tenne in piedi il servizio diplomatico fino al 1950. La riserva aurea, del valore di circa $ 2,8 milioni, fu venduta nel 1950 e 1955 e investita in modo prudente in buoni del tesoro e azioni industriali diversificate. Il budget annuale del servizio diplomatico ammontava a circa $ 100.000, con il risultato che i fondi bastarono fino al 1980.
Una volta esaurite le risorse, i diplomatici lituani e i funzionari americani considerarono varie piste: donazioni eseguite da parte della comunità lituana, consolidamento o chiusura dei consolati lituani, vendita dell'edificio dell'ambasciata a Washington, finanziamento diretto da parte degli Stati Uniti (il rappresentante Charles F. Dougherty introdusse a tale scopo la misura HR 5407), prestiti dagli USA, ecc. Alla fine, alla soluzione prescelta si giunse quando il Dipartimento di Stato mediò un accordo con il servizio diplomatico lettone, in condizioni economiche più floride. Sulla base di un accordo verbale tra Anatols Dinbergs e Stasys Antanas Bačkis, i lettoni accettarono di fornire ai loro vicini un prestito annuale senza interessi di $ 120.000 dai rendimenti degli investimenti generati dalle proprie riserve. L'ultimo prestito di questo tipo, aumentato a $ 148.000, fu percepito a metà del 1991. In totale, i lettoni prestarono poco più di un milione e mezzo di dollari. I generosi versamenti furono rimborsati dalla Lituania indipendente nel 2005.

### Lituania indipendente (dal 1990)

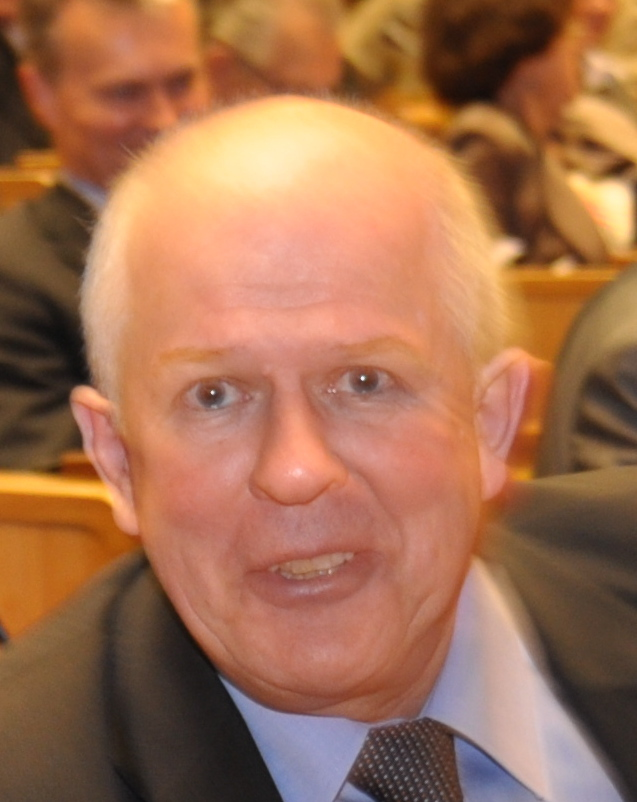
Algirdas Saudargas

Dopo che la Lituania dichiarò l'indipendenza l'11 marzo 1990, si optò per un percorso da intraprendere per consolidarla. Un grande contributo in questo senso si rivelò l'insieme di rappresentanti ancora attivi presso Stati Uniti, Vaticano, Canada, Venezuela, ancora riconosciuti dalla Lituania. Poco più tardi, il 17 giugno, il ministero degli Esteri fu reintegrato e Algirdas Saudargas ne assunse il ruolo di responsabile. L'11 febbraio 1991, l'indipendenza della Lituania fu riconosciuta in primis dall'Islanda e il 17 settembre 1991 il paese si unì alle Nazioni Unite. Una delle prime sfide da affrontare riguardò l'intesa con la Federazione Russa che disciplinava le relazioni transfrontaliere, firmata il 29 luglio 1991. Entrambi gli stati si impegnarono a rispettare equamente i principi e le norme del diritto internazionale generalmente riconosciuti nelle loro relazioni. Alla firma di tale accordo seguì un altro risultato: il ritiro dell'Armata Rossa dalla Lituania. Il 31 agosto 1993, l'ultimo battaglione delle truppe della vecchia Unione Sovietica salutò la Lituania (chiesto anche dal Consiglio ministeriale di Roma).
Il 26 aprile 1994, la Repubblica di Lituania e la Repubblica di Polonia suggellarono il ripristino delle relazioni diplomatiche con un atto bilaterale sulla cooperazione e il buon vicinato, utile a gettare le fondamenta per il partenariato strategico tra i due paesi. L'adesione della Lituania alla NATO il 29 marzo 2004 risultò importante per consolidare l'indipendenza del paese: il percorso per l'adesione fu avviato a Washington il 1º febbraio 1998, quando gli Stati Uniti, la Lituania, la Lettonia e l'Estonia aderirono a una "Carta di partenariato". Essa sanciva la necessità di perseguire un obiettivo comune, quello di lavorare in maniera congiunta per creare le condizioni necessarie all'integrazione degli Stati baltici nelle strutture politiche, economiche e di sicurezza europee e transatlantiche, inclusa la NATO.
Un altro traguardo da segnalare a livello internazionale fu l'ingresso della Lituania nell'Unione europea il 1º maggio 2004, a cui seguì, nel 2007, l'opportunità di entrare a far parte dell'area Schengen il 21 dicembre 2007. Nel 2011, la Lituania, prima tra le tre nazioni baltiche, presiedette l'Organizzazione per la sicurezza e la cooperazione in Europa. Un simile compito di prestigio aiutò la Lituania a potenziare la sua influenza in campo sovranazionale. Nella seconda metà del 2013, il paese ha presieduto il Consiglio dell'Unione europea. Il 17 ottobre 2013 la Lituania è stata eletta, a maggioranza, membro non permanente del Consiglio di sicurezza delle Nazioni Unite per il mandato 2014-2015 e ha presieduto il Consiglio nel febbraio 2014 e maggio 2015, ovvero lo stesso anno in cui ha adottato la moneta comune europea.

## Attività
Il servizio diplomatico della Repubblica di Lituania è oggi ben strutturato. È composto da rappresentanti che operavano presso il Ministero degli esteri e nelle sedi estere della nazione baltica per conto dello stesso organo governativo, da ambasciate della Repubblica di Lituania presso organizzazioni internazionali, istituti consolari, missioni speciali e gruppi di negoziazione; diplomatici che lavorano presso l'Ufficio del Presidente della Repubblica di Lituania, l'Ufficio del Parlamento, l'Ufficio del governo, ministeri, altre istituzioni o organi governativi nonché diplomatici trasferiti a organizzazioni o istituzioni internazionali, istituzioni o organi dell'Unione europea, istituzioni comuni della Commissione europea o del Consiglio, organizzazioni congiunte della Commissione europea e dell'Unione europea, operazioni o missioni internazionali civili o istituzioni straniere su base provvisoria, secondo le modalità previste dalla legge sulle persone delegate alle istituzioni dell'Unione europea o alle istituzioni straniere della Repubblica di Lituania.
La Repubblica di Lituania ha le sue missioni diplomatiche in Stati esteri e organizzazioni internazionali. Si tratta di istituzioni di collegamento permanente dell'SDL per intrattenere relazioni ufficiali con organizzazioni internazionali, applicare la politica estera della Repubblica di Lituania e salvaguardare i diritti e gli interessi legittimi della Repubblica di Lituania, i propri cittadini, la società e altre persone giuridiche.
I principali compiti della missione diplomatica sono rappresentare la Lituania e mantenere rapporti ufficiali con il paese straniero ospitante; attuare la politica estera della Repubblica di Lituania; negoziare con il governo del paese ospitante, proteggere i diritti e gli interessi dei cittadini e delle aziende, ottenere, raccogliere e trasmettere legalmente informazioni al Ministero degli affari esteri, promuovere amichevoli relazioni transfrontaliere, diffondere informazioni sulla Lituania, mantenere e rafforzare le relazioni tra i lituani residenti nel paese ospitante e nella nazione baltica.

## Direttori del servizio
| Mandato                             | Direttore dell'SDL    | Attività                                                                                            |
| ----------------------------------- | --------------------- | --------------------------------------------------------------------------------------------------- |
| 15 giugno 1940 - 24 dicembre 1983   | Stasys Lozoraitis     | Assunse l'incarico dopo l'invasione sovietica della Lituania nel 1940                               |
| 24 dicembre 1983 - 15 novembre 1987 | Stasys Bačkis         | Assunse l'incarico dopo la morte del suo predecessore nel 1983                                      |
| 15 novembre 1987-6 settembre 1991   | Stasys Lozoraitis Jr. | Divenne de facto capo del servizio diplomatico dopo che Stasys Bačkis lasciò Washington DC nel 1988 |

## Gerarchia
- Ambasciatore straordinario e plenipotenziario della Repubblica di Lituania;
- Inviato straordinario e ministro plenipotenziario della Repubblica di Lituania;
- Ministro Consigliere;
- Consulente;
- Primo Segretario;
- Secondo Segretario;
- Terzo Segretario;
- Addetto.[47]

## Località
La Lituania conta 29 missioni estere, 39 ambasciate, 8 consolati generali, 3 consolati, 1 ufficio dell'ambasciata, 7 missioni presso organizzazioni internazionali e 1 missione speciale.

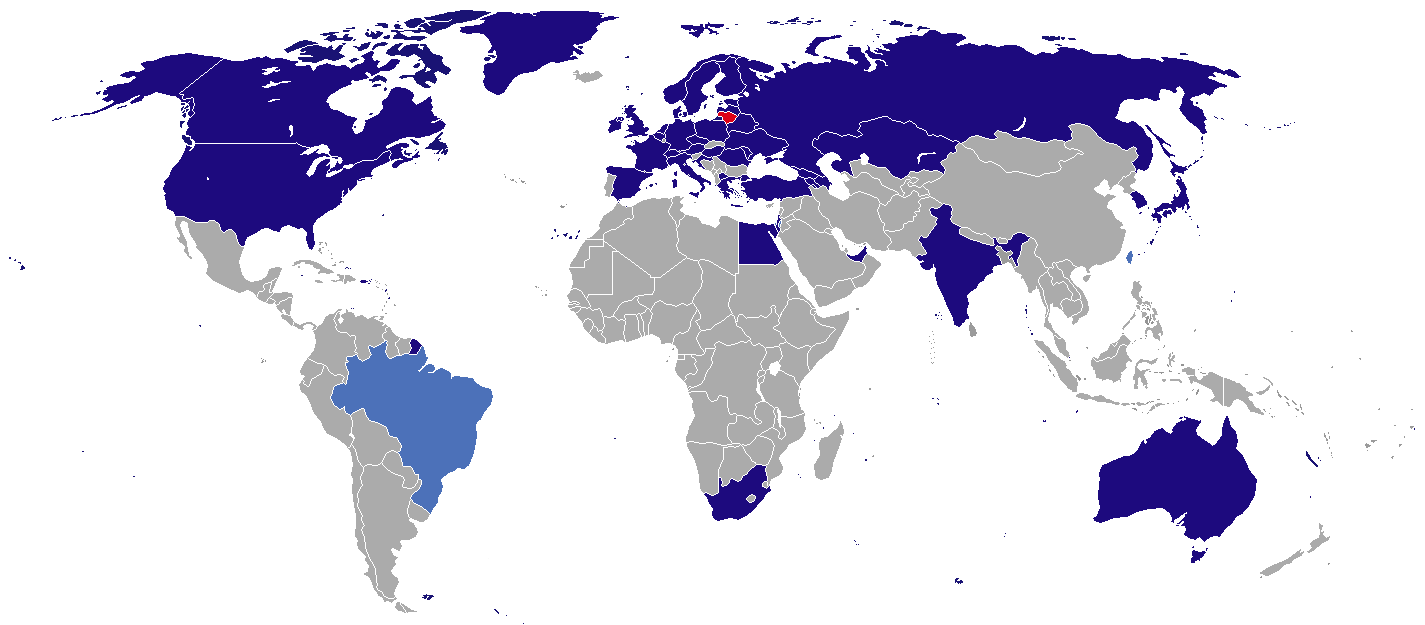
Missioni diplomatiche lituane